# Aeroportul Kabalega Falls
Aeroportul Kabalega Falls (IATA: KBG, ICAO: HUKF) este un aeroport din Northern Region⁠(d), Uganda.
Situat la o altitudine de 721 m, aeroportul dispune de o singură pistă.